# こんちき
こんちきは、日本のイラストレーター、漫画家。男性。福井県出身。別名義に山田秀樹がある。2002年デビュー。ライトノベルの挿絵や、少年漫画や成人向け漫画、ゲームの原画を担当している。

## 略歴
ゲーム開発会社の日本ファルコムの元社員であり、『英雄伝説V 海の檻歌』などにグラフィックスタッフとして携わっている。映画監督の新海誠は、当時同社の正社員であった先輩社員である。
2004年にはアダルトゲーム『そらいろの雫』の原画を手がけた。
2005年から2012年にかけてエンターブレイン『TECH GIAN』誌で『魔乳秘剣帖』を連載。同作は2011年にアニメ化され、2012年2月号よりスピンアウト4コマコミック『Pretty Risky胸華ちゃん』が連載された。2015年7月から2017年まで『少年ジャンプ+』（集英社）で『フルチャージ!! 家電ちゃん』を連載。
2019年から2021年にかけては『別冊少年マガジン』（講談社）で『おりたたぶ』を連載。

## 人物
雑誌掲載に関してはあくまで読み切りをぽつぽつと載せる程度で、仕事の大部分はライトノベルのイラストが中心であった。本人の弁によると漫画の連載はオファーがあればすぐやるとのこと。しかし、自ら持ち込みをしてまでは連載を持ちたくないと基本的に考えているようである。

## 作品リスト

### 漫画
一般向け
- 『涙そうそう』（2006年11月24日発売[4]、原作：吉田紀子、幻冬舎コミックス〈バーズ エクストラ〉、ISBN 4-344-80868-1）
- 『魔乳秘剣帖』 （『TECH GIAN』2005年 - 2012年連載、エンターブレイン〈TECHGIAN STYLE〉、全7巻）
- 『山田秀樹短編集 とある女子大生の日常にみる』 （2009年10月24日発売[5]、エンターブレイン〈TECHGIAN STYLE〉、ISBN 978-4-04726-162-4）
  - GODBLOOMER（『月刊少年エース』 2005年7月号）
  - とある女子大生の日常にみる
    - 小市民的「夏」（『月刊コミック電撃大王』 2002年8月号）
    - 小市民的「秋の食卓」（『月刊コミック電撃大王』 2003年11月号）
    - 屈辱的「お正月」（『月刊コミック電撃大王』 2004年3月号）
    - いきあたりばったり「進級試験」（『月刊コミック電撃大王』 2004年6月号）
    - そら無謀やでアンタ「駅伝大会」（『月刊コミック電撃大王』 2005年7月号）
    - 拾ってきた「オーディオコンポ」（『TECH GIAN』イレギュラーズSLMMER）

  - 仕事場紹介（描き下ろし）
  - おでこコンプレックス（同人誌）
  - なぎさ（『電撃帝王』VOLUME.1 2004年 SPRING）
- 『フルチャージ!! 家電ちゃん』 （『少年ジャンプ+』2015年 - 2017年連載、集英社〈ジャンプコミックス PLUS〉、全5巻）
  1. 2015年12月4日発売[6]、ISBN 978-4-08-880544-3
  2. 2016年5月2日発売[7]、ISBN 978-4-08-880665-5
  3. 2016年12月2日発売[8]、ISBN 978-4-08-880789-8
  4. 2017年6月2日発売[9]、ISBN 978-4-08-881086-7
  5. 2018年1月4日発売[10]、ISBN 978-4-08-881312-7
- 『おりたたぶ』（『別冊少年マガジン』2019年8月号 - 2021年7月号連載、講談社〈少年マガジンKC〉、全4巻）
  1. 2019年11月8日発売[11]、ISBN 978-4-06-517529-3
  2. 2020年5月8日発売[12]、ISBN 978-4-06-518844-6
  3. 2020年12月9日発売[13]、ISBN 978-4-06-521668-2
  4. 2021年8月6日発売[14]、ISBN 978-4-06-524465-4
- 『くノ一桃果食べごろです?』（『ドラドラしゃーぷ＃』2023年5月 - 2024年11月、KADOKAWA〈ドラゴンコミックスエイジ〉、全2巻）
  1. 2024年1月9日発売[15]、ISBN 978-4-04-075280-8
  2. 2025年2月7日発売[16]、ISBN 978-4-04-075745-2

成人向け
- 『おいでませにゃんにゃん』[17]（2012年4月28日発売[18]、ワニマガジン社〈ワニマガジンコミックススペシャル〉、ISBN 978-4-86269-198-9）
- 『私えっちですよ?』[19] （2013年12月13日発売[20]、ワニマガジン社〈ワニマガジンコミックススペシャル〉、ISBN 978-4-86269-283-2）
- 『好きスタイル』 （2018年8月31日発売[21]、ワニマガジン社〈ワニマガジンコミックス〉、ISBN 978-4-86269-578-9）
  - 嫁入りオープンキャンパス （COMIC快楽天 2014年8月号）
  - 嫁殿Uターンシップ？ （COMIC快楽天 2014年10月号）
  - 絶対子作りSUPERエクスプレス （COMIC快楽天 2018年5月号）
  - 俺の彼女ぷりぷりプリティ （COMIC快楽天 2018年9月号）
  - 出張だぞ桜庭っ （COMIC快楽天 2014年6月号）
  - ランナーズヘヴン （COMIC快楽天 2014年2月号）
  - さしいれH 3on1 （COMIC快楽天 2015年2月号）
  - 頼っていいのよ神田川さん （COMIC快楽天 2018年3月号）
  - ♂注射ちゅちゅちゅ （快楽天 2015年5月号）
  - 鼓動をつたえていのち貴方へ （COMIC快楽天 2013年11月号）
  - お稲荷さまジューシービースティ （COMIC快楽天 2018年7月号）

### ライトノベル
- 『Phantom』 （2002年、原作：虚淵玄、著：リアクション、角川書店、全2巻）

- 『吸血殲鬼ヴェドゴニア』 （2002年、原作：虚淵玄、著：種子島貴、角川書店、全2巻）

- 『ディバイデッド・フロント』 （著：高瀬彼方、角川書店〈角川スニーカー文庫〉、全3巻）
  1. 『隔離戦区の空の下』 2003年5月30日発売[22]、ISBN 4-04-429301-5
  2. 『僕らが戦う、その理由』 2004年4月28日発売[23]、ISBN 4-04-429302-3
  3. 『この空と大地に誓う』 2005年2月26日発売[24]、ISBN 4-04-429303-1

- 『ゆうなぎ』 （著：渡辺まさき、富士見書房→ホビージャパン）
  1. 『夕なぎの街 十八番街の迷い猫』 （2002年3月20日発売[25]、富士見書房〈富士見ファンタジア文庫〉、ISBN 4-8291-1411-8）
  2. 『夕なぎの街  こころのかけら』 （2002年9月20日発売[26]、富士見書房〈富士見ファンタジア文庫〉、ISBN 4-8291-1458-4）
  3. 『羽化の兆し』 （月刊コミックドラゴン2002年11月号掲載、漫画）
  4. 『ゆうなぎ』 （2008年1月1日発売[27]、ホビージャパン〈HJ文庫〉、ISBN 4-89425-652-5）
- 『月の娘』 （著：渡辺まさき、ホビージャパン〈HJ文庫〉、全2巻）
  1. 2006年8月1日発売[28]、ISBN 4-89425-444-1
  2. 2007年2月1日発売[29]、ISBN 978-4-89425-501-2

### ゲーム
- 『英雄伝説V 海の檻歌』 オープニンググラフィック（1999年12月9日発売、日本ファルコム）
- 『イースIIエターナル』 グラフィック（2000年7月6日発売、日本ファルコム）
- 『ソーサリアン・オリジナル』 グラフィック（2000年11月9日発売、日本ファルコム）
- 『英雄伝説IV 朱紅い雫』（Windows版） グラフィック（2000年12月7日発売、日本ファルコム）
- 『イースI・II完全版』 オープニンググラフィック（2001年6月28日発売、日本ファルコム）
- 『そよかぜのおくりもの -Wind Pleasurable Box-』 オープニングムービー（2002年4月19日発売、minori）
- 『そらいろの雫』 キャラクターデザイン、原画（2004年12月29日発売[30]、nico）